# Адониас Филю
Адониас Агиар Филю (на португалски: Adonias Aguiar Filho) е бразилски писател.

## Биография
Той е роден на 27 ноември 1915 година в Итажуипе, щата Баия. След като завършва гимназия започва работа като журналист и литературен критик. Пише романи, често тематично свързани с южната част на Баия, като оказва силно влияние върху развитието на модернизма в бразилската литература през втората половина на 20 век.
Адониас Филю умира на 2 август 1990 година в Илеус, Баия.